# Juan Jesús Armas Marcelo
Juan Jesús Armas Marcelo (Las Palmas de Gran Canaria, 22 de julio de 1946), conocido también como Juan José Armas Marcelo o J.J. Armas Marcelo, es un escritor y periodista español. 

## Biografía
Cursó sus estudios primarios y secundarios con los jesuitas. Se licenció en 1968 en Filología Clásica por la Universidad Complutense de Madrid. Entre 1974 y 1977 viajó y cambió repetidamente de residencia, hasta que en 1978 se trasladó a la capital española, donde se instaló y domicilió sus actividades editoriales, literarias  y periodísticas. Actualmente vive entre Madrid y un pueblo de la Sierra de Guadarrama.
Armas Marcelo publicó sus primeros cuadernos literarios Monólogos y scherzos pour Nathalie entre 1970 y 1972 en Inventarios Provisionales, colección editada en Las Palmas a cargo del poeta Eugenio Padorno. Estas primeras publicaciones ya le provocaron problemas con la Dictadura, siendo condenado en Consejo de Guerra el 15 de septiembre de 1972 a seis meses de prisión por injurias encubiertas al Ejército. En 1974 salió su primera novela, El camaleón sobre la alfombra, que ganó el Premio Pérez Galdós al año siguiente. Desde entonces ha seguido cultivando la narrativa, consiguiendo otros galardones, como el Internacional Plaza y Janés por Los dioses de sí mismos (1989), novela que siete años más tarde publicaría Alfaguara en versión definitiva, o el Ciudad de Torrevieja por La orden del tigre (2003).
Como periodista ha colaborado tanto en radio y televisión como en la prensa escrita. Fue comentarista cultural, desde 1990 hasta 1995, de Entre hoy y mañana, programa nocturno de noticias de Tele 5 dirigido por Luis Mariñas; colaboró después con Jesús Hermida en el programa de Antena 3 TV "Hermida y Cía". Más tarde fue contertutlio del programa El primer café, que dirigió Antonio San José en Antena 3 TV y durante nueve años fue tertuliano fijo de Protagonistas, de Luis del Olmo, en Onda Cero, así como colaborador de Las tardes de Julia, presentado por Julia Otero en la misma emisora de radio.
En Radio Nacional de España colaboró con su espacio Inventarios Provisionales en el programa de fin de semana de José Manuel Rodríguez Ruiz; fue tertuliano y colaborador fijo de Las mañanas de Radio Nacional en el programa de Antonio Jiménez. Ha escrito en numerosos medios de España y América Latina, entre ellos el semanario Tiempo y la revista Letras Libres, mantiene las terceras el ABC de Madrid y una columna semanal en Blanco y Negro Cultural.
Fue director de la Tribuna Americana de la Casa de América de Madrid (desde julio de 1997 a abril de 1998); dirigió el programa Los libros de La 2 de RTVE y su Canal Internacional (septiembre de 1998 hasta junio de 2002) y fue contertulio fijo de Los desayunos de Televisión Española, que dirigió Mariñas. Desde abril a agosto de 2002 se emitió en TVE en Canarias su serie de entrevistas Entre las islas.
Entre 2010 y 2020 dirigió la Cátedra Vargas Llosa, adscrita en ese periodo a la Fundación Biblioteca Virtual Miguel de Cervantes.
Algunas de sus obras han sido traducidas a otros idiomas y ha prologado libros de conocidos autores como Paul Bowles, Giuseppe Tomasi di Lampedusa o Guillermo Cabrera Infante; ha recibido importantes distinciones.
Armas Marcelo es, en la actualidad, miembro correspondiente de la Real Academia Hispanoamericana (Cádiz), de la Academia Peruana de la Lengua, de la Academia Panameña de la Lengua; miembro correspondiente de la Academia Norteamericana de la Lengua Española; desde agosto de 2015, de la Academia Colombiana de la Lengua Española, y en octubre de 2015 ingresó, también como miembro correspondiente, en la Academia Venezolana de la Lengua Española. Es miembro correspondiente de la Academia Chilena de la Lengua Española, así como de la Academia Uruguaya de la Lengua, de la Academia Nicaragüense de la Lengua Española y de la Academia Hondureña de la Lengua. En 2014 fue condecorado como Persona Meritoria para la Cultura Peruana por el Ministerio de Cultura del gobierno de aquel país. En febrero de 2021 fue nombrado académico correspondiente en Madrid de la Academia Mexicana de la Lengua Española. En julio de 2018 le fue otorgado el doctorado honoris causa por la Universidad de Ricardo Palma, Lima, Perú.

## Obras

### Novelas
- 1974: El camaleón sobre la alfombra, Plaza y Janés, Barcelona.
- 1976: Estado de coma, Plaza y Janés.
- 1978: Calima, novela, Sedmay, Madrid.
- 1982: Las naves quemadas, Argos Vergara, Barcelona, 1982, Plaza y Janés.
- 1985: El árbol del bien y del mal, Plaza y Janés; (Seix Barral, Barcelona, 1995).
- 1989: Los dioses de sí mismos, Plaza y Janés; (Alfaguara, Madrid, 1996).
- 1994: Madrid, Distrito Federal, Seix Barral, Barcelona.
- 1997: Cuando éramos los mejores, Temas de Hoy, Madrid.
- 1998: Así en La Habana como en el cielo, Alfaguara, Madrid.
- 2001: El niño de luto y el cocinero del Papa, Alfaguara.
- 2003: La Orden del Tigre, Alfaguara.
- 2004: Casi todas las mujeres, Plaza & Janés.
- 2006: Al sur de la resurrección, Plaza y Janés.
- 2011: La noche que Bolívar traicionó a Miranda,  Edhasa, Barcelona, (con Cronología de Francisco de Miranda elaborada por Juan Carlos Chirinos).
- 2014: Réquiem habanero por Fidel, Alfaguara.

### Ensayos
- 1979: Guía secreta de Canarias, Sedmay, Barcelona. En colaboración con Luis Alemany.
- 1987: Tirios, troyanos y contemporáneos, Academia de la Historia de Venezuela , Caracas.
- 1988: El otro archipiélago, canaria en América.
- 1991: Vargas Llosa. El vicio de escribir; (Alfaguara, 2002).
- 1994: Propuesta para una literatura mestiza.
- 1998: Cuba en el corazón.
- 2009: Mercedes Pinto: una sombra familiar.

### Artículos
- 1996: Tal como somos, artículos publicados en el diario diario ABC.
- 2008: Celebración de la intemperie, artículos publicados en ABCD Las Artes y las Letras; Plaza & Janés.

### Memorias
- 1995: Los años que fuimos Marilyn, memoria personal de los dos primeros decenios en la España democrática.
- 2018: Ni para el amor ni para el olvido. Memorias, 1, Renacimiento.

## Premios y reconocimientos
- Premio Pérez Galdós de Novela 1975 por El camaleón sobre la alfombra
- Premio Internacional de Novela Plaza y Janés 1989 por Los dioses de sí mismos
- Premio Don Balón de Literatura Deportiva 1997
- Orden de Miranda (Venezuela, 1998)
- Premio González Ruano de Periodismo por Relevo en el imperio del leopardo, publicado en ABC, 1998.
- Doctor honoris causa por la Universidad Latina de Panamá, 2002
- Premio Internacional de Novela Ciudad de Torrevieja 2003 por La orden del tigre
- Hijo Predilecto de Las Palmas de Gran Canaria, 2004
- Medalla de Oro de la Ciudad Blanca de Arequipa, 2012
- En diciembre de 2012 gana el Premio ABC Cultural & Ámbito Cultural.
- Premio Francisco Umbral al Libro del Año publicado en 2014, por su novela Réquiem habanero por Fidel.
- Premio Canarias de Literatura, 2025.[12]